# LostAlone
LostAlone est un groupe de rock britannique.
Steven Battelle et Mark Gibson jouent ensemble depuis leur enfance. Tom Kitchen les rejoint et ils forment alors les LostAlone. Le fameux succès Unleash the Sands of all Time les a rendus populaire auprès des emo.

## Discographie

### Singles
- Unleash The Sands Of All Time (2006 Scorpia)
- Elysium (2007 Scorpia)
- Blood is sharp (2007 Scorpia)
- Do You Get What You Pray For? (2012 Graphite)
- Love Will Eat You Alive (2012 Graphite)
- Paradox on Earth (2012 Graphite)
- Vesuvius (2012 Graphite)
- Creatures (2012 Graphite)

### Albums
- Say No To The World (2007 Scorpia) :
  1. Elysium
  2. Unleash The Sands Of All Time
  3. Silence
  4. Music And Warm Bodies
  5. Ethereal
  6. Genevieve
  7. Blood Is Sharp
  8. Predators In A Maze
  9. Our Bodies Will Never Be Found
  10. The Star Chorus
  11. Standing On The Ruin Of A Beautiful Empire
- I'm A UFO In This City (2012 Graphite Records) :
  1. Obey the Rules You Lose
  2. Love Will Eat You Alive
  3. Paradox on Earth
  4. UFOria (The Dark)
  5. Vesuvius
  6. Creatures
  7. Orchestra of Breathing
  8. Put Pain to Paper
  9. Do You Get What You Pray For?
  10. We Are the Archaeology of the Futures Past
  11. The Downside of Heaven Is the Upside of Hell